# 그냥 파 봤어
《그냥 파 봤어》(There Goes The Neighborhood)는 미국에서 제작된 빌 필립스 감독의 1992년 영화이다. 제프 다니엘스 등이 주연으로 출연하였고 스티븐 J. 프리드먼 등이 제작에 참여하였다.

## 출연

### 주연
- 제프 다니엘스
- 캐서린 오하라
- 헥터 엘리존도

### 조연
- 레아 펄만
- 주디스 아이비
- 해리스 유린
- 조나단 뱅스
- 데브니 콜먼
- 채즈 팰민테리
- 리처드 포트노
- 제레미 피번
- 윌리암 모건 쉐퍼드
- 허브 밋첼
- 메리 그로스
- 로빈 듀크
- 켈리 코노프
- 앨런 겔팬트
- 크리스토퍼 마이클

## 기타
- 미술: 딘 체터